# كريس بيرد
كريس بيرد (بالإنجليزية: Chris Byrd) مواليد 15 أغسطس 1970 في صوان، ميشيغان، الولايات المتحدة، هو ملاكم أمريكي يصنف ضمن فئة الوزن الثقيل. حقق بطولة الاتحاد الدولي للملاكمة وبطولة منظمة الملاكمة العالمية. شارك في دورة الألعاب الأولمبية الصيفية.

## إحصائيات
خاض خلال مسيرته 47 نزالا، فاز في 41 وتعادل في 1 وخسر في 5. فاز بالضربة القاضية في 22 نزالا.

## الميداليات
| الميدالية | المسابقة                       |
| --------- | ------------------------------ |
| فضية      | الألعاب الأولمبية الصيفية 1992 |

## وصلات خارجية
- كريس بيرد على موقع بوكس ريك (الإنجليزية) (registration required)
- كريس بيرد على موقع اللجنة الأولمبية الدولية (الإنجليزية)
- كريس بيرد على موقع أوليمبيديا (الإنجليزية)

- الموقع الرسمي